# José Luis Doreste
José Luis Doreste Blanco (Las Palmas de Gran Canaria, 19 de setembro de 1956) é um velejador espanhol, medalhista olímpico. Ele competiu nos Jogos Olímpicos de Verão de 1988 na classe Finn e conquistou a medalha de ouro, tendo totalizado 38.1 pontos no final das sete regatas. Em 1998-99, ele foi membro da tripulação do Fortuna Extra Lights na Whitbread Round the World Yacht Race.
Ele ganhou três medalhas no Campeonato Mundial de Finn entre os anos de 1977 e 1987, e uma medalha de ouro no Campeonato Europeu de 1988. Também conquistou duas medalhas de ouro no Campeonato Mundial de Star, em 1982 e 1983, e duas medalhas no Campeonato Europeu de Estrelas, ouro em 1982 e prata em 1993. Formado em Medicina pela Universidade Autônoma de Barcelona, completou seus estudos na Alemanha e na França, especializando-se em Medicina Desportiva na Universidade Paul Sabatier de Toulouse.